# Białasowizna
Białasowizna – nieoficjalna część wsi Gościcino w Polsce położona w województwie pomorskim, w powiecie wejherowskim, w gminie Wejherowo
Część wsi wchodzi w skład sołectwa Gościcino.
W latach 1975–1998 miejscowość administracyjnie należała do województwa gdańskiego.